# Dieter Lohmann (Mediziner)
Dieter Lohmann (* 9. Dezember 1927 in Zeitz; † 16. Juni 2023) war ein deutscher Internist und Hochschullehrer. Er war von 1964 bis 1994 Chefarzt des Stadtkrankenhauses Leipzig-Friesenstraße.

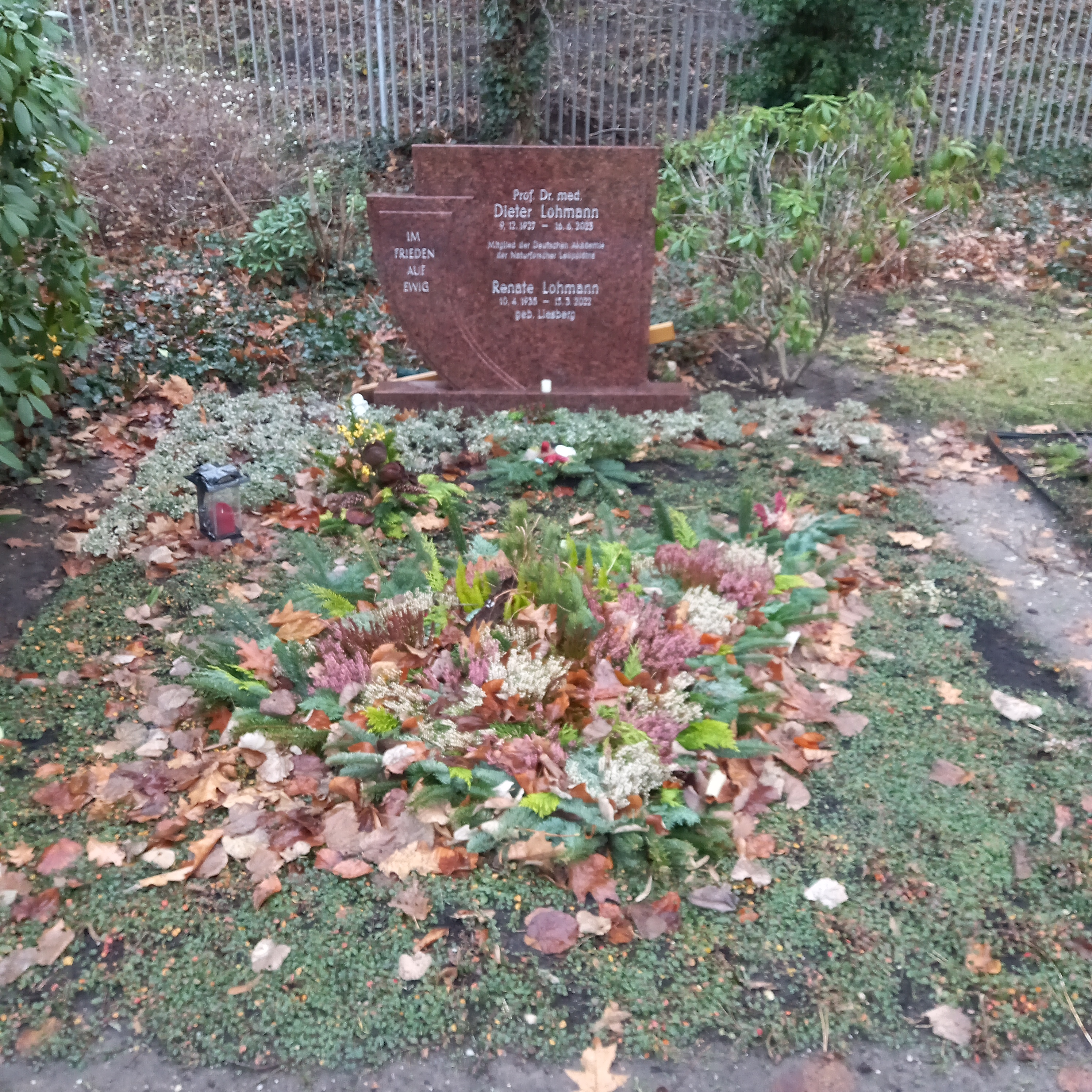
Das Grab von Dieter Lohmann und seiner Ehefrau Renate geborene Liesberg auf dem Südfriedhof (Leipzig)

## Werdegang
Hans Dieter Lohmann verbrachte Kindheit und Jugend in seiner Geburtsstadt Zeitz. Nach der Kriegsgefangenschaft studierte er in Leipzig zunächst Chemie und anschließend Medizin. 1952 erhielt er die ärztliche Approbation und wurde mit der Dissertation Die Wirkung des Methionins auf den Schwefelstoffwechsel bei Leberkranken zum Dr. med. promoviert. Im selben Jahr begann er an der Leipziger Medizinischen Universitätsklinik unter Max Bürger die Weiterbildung zum Facharzt für Innere Medizin und Röntgendiagnostik. Besondere wissenschaftliche Impulse empfing er durch Studienaufenthalte am Max-Planck-Institut für Immunbiologie in Freiburg/Breisgau. Seine wissenschaftlichen Interessen galten vor allem der Arteriosklerose, dem Altern sowie den Kohlenhydrat- und Eiweißstoffwechselstörungen.
1959 folgte die Habilitation für Innere Medizin mit der Arbeit Untersuchungen zum Eiweißstoffwechsel beim Diabetes mellitus.
1964 übernahm er die Chefarztposition eines Leipziger Vorortkrankenhauses. Mit der ihm eigenen Energie kämpfte er um die moderne Strukturierung des Krankenhauses und der zugehörigen Poliklinik. Mit den vier Fachabteilungen Diabetologie, Gastroenterologie, Endokrinologie und Intensivmedizin erlangte das Fachkrankenhaus für Innere Medizin in kurzer Zeit einen ausgezeichneten Ruf nicht nur als Klinik, sondern auch als eine vorzügliche Ausbildungs- und Forschungsstätte für Innere Medizin. Einen Ruf auf einen Lehrstuhl der Universität Greifswald lehnte Lohmann angesichts der politischen Umstände ab.
Hans Lohmann führte ab 1990 als Vorsitzender der Gesellschaft für Innere Medizin der DDR die Internisten der DDR in die gesamtdeutsche Fachgesellschaft und war an der Neugestaltung des sächsischen Hochschulwesens beteiligt.
Lohmann starb 2023 im 96. Lebensjahr. Seine Grabstätte befindet sich auf dem Leipziger Südfriedhof.

## Ehrungen (Auswahl)
- 1982: Mitgliedschaft, Deutsche Akademie der Naturforscher Leopoldina
- 1987: Rudolf-Virchow-Preis
- 1991: Mitgliedschaft, Sächsische Akademie der Wissenschaften[6]
- 1991: Paul-Langerhans-Medaille